# Bagley (Wisconsin)
Bagley és una població dels Estats Units a l'estat de Wisconsin. Segons el cens del 2000 tenia 339 habitants.

## Demografia
Segons el cens del 2000, Bagley tenia 339 habitants, 157 habitatges, i 107 famílies. La densitat de població era de 174,5 habitants per km².
Dels 157 habitatges en un 22,3% hi vivien nens de menys de 18 anys, en un 57,3% hi vivien parelles casades, en un 8,3% dones solteres, i en un 31,8% no eren unitats familiars. En el 28,7% dels habitatges hi vivien persones soles l'11,5% de les quals corresponia a persones de 65 anys o més que vivien soles. El nombre mitjà de persones vivint en cada habitatge era de 2,16 i el nombre mitjà de persones que vivien en cada família era de 2,63.
Per edats la població es repartia de la següent manera: un 17,1% tenia menys de 18 anys, un 4,7% entre 18 i 24, un 21,5% entre 25 i 44, un 33% de 45 a 60 i un 23,6% 65 anys o més.
L'edat mediana era de 50 anys. Per cada 100 dones de 18 o més anys hi havia 93,8 homes.
La renda mediana per habitatge era de 26.944 $ i la renda mediana per família de 38.906 $. Els homes tenien una renda mediana de 27.841 $ mentre que les dones 20.625 $. La renda per capita de la població era de 15.685 $. Aproximadament el 8,9% de les famílies i l'11,1% de la població estaven per davall del llindar de pobresa.

## Poblacions més properes
El següent diagrama mostra les poblacions més properes.